# Roberto Farinacci
Roberto Farinacci (ngày 16 tháng 10 năm 1892 - 28 tháng 4 năm 1945) là một chính trị gia hàng đầu của Phát xít Ý, và là một thành viên quan trọng của Đảng Quốc gia Phát xít (PNF) trước và trong Chiến tranh Thế giới II, và là một trong những người ủng hộ nồng nhiệt chủ nghĩa bài Do Thái.
Sinh ra tại Isernia, Molise, ông lớn lên trong nghèo đói và bỏ học khi ở độ tuổi còn trẻ, ông đã chuyển đến Cremona và bắt đầu làm việc trên một tuyến đường sắt ở đó trong năm 1909. Vào khoảng thời gian này, ông trở thành một irredenta xã hội chủ nghĩa và khi Thế chiến thứ nhất bắt đầu, ông là một người ủng hộ sự tham gia của Ý vào cuộc chiến tranh. Sau chiến tranh, Farinacci đã nồng nhiệt ủng hộ của Benito Mussolini và phong trào phát xít. Sau đó ông từ thiết lập bản thân mình như là Ras (lãnh đạo địa phương, một chức vụ vay mượn từ tầng lớp quý tộc Ethiopia) của những người phát xít ở Cremona, xuất bản tờ báo Cremona Nuova - sau này Chế độ Il Fascista - và tổ chức đội chiến đấu áo đen vào năm 1919. Các đội Cremona thuộc loại tàn bạo nhất trong số các tại Ý, và Farinacci đã sử dụng hiệu quả đội quân này để khủng bố dân chúng trong thời kỳ cai trị của phát xít. Trong năm 1922, Farinacci tự bổ nhiệm mình làm thị trưởng của Cremona.